# Pierre-Joseph Macquer

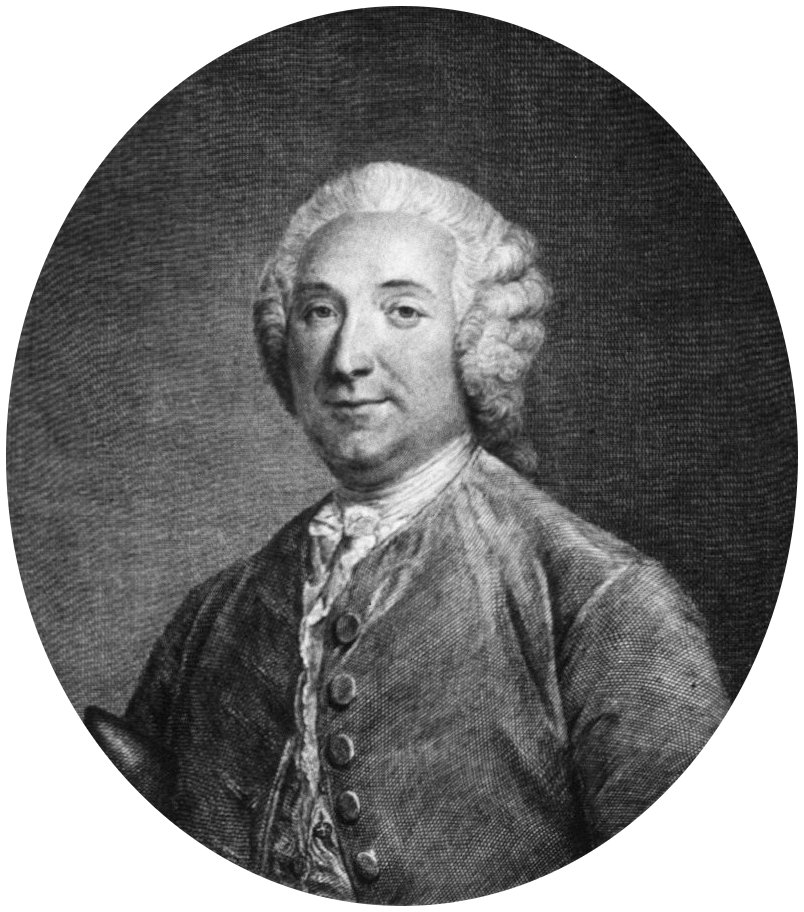
Pierre Joseph Macquer

Pierre-Joseph Macquer (* 9. Oktober 1718 in Paris; † 15. Februar 1784 ebenda) war ein einflussreicher französischer Arzt und Chemiker des 18. Jahrhunderts.

## Leben und Wirken
Er war der älteste Sohn des Joseph Macquer (* ca. 1675) und der Marie-Anne Caillet (* ca. 1685). Sein Vater hatte schottische Ursprünge. Nach seinem Abschluss an der Faculté de médecine de Paris, der Medizinischen Fakultät der Sorbonne, im Jahr 1742 (Promotion) praktizierte er für einige Jahre als Arzt für die Armen der Pfarreien Saint-Nicolas und Saint-Sauveur, ganz in der Nähe seiner Wohnung in der rue Saint-Sauveur.
Er studierte daneben Chemie unter Guillaume-François Rouelle am Jardin du Roi und begann bald selbstständig chemische Untersuchungen durchzuführen.
Macquer gab privat Chemiekurse, ab 1757 auch gemeinsam mit Antoine Baumé, mit dem er eine pharmazeutisch-chemische Schule gründete. 1752 war er ein Jahr Professor für Pharmazie an der Medizinischen Fakultät der Sorbonne. Ab 1771 war er Professor für Chemie am Jardin du Roi.
Er war Autor mehrerer bekannter und populärer Lehrbücher. 1749 schrieb er Eléments de chimie-théorique, 1751 folgte der praktische Teil. Bekannt wurde Macquer aber vor allem als Autor des zuerst 1766 erschienenen Dictionnaire de chymie („Chymisches Wörterbuch“), dem ersten chemisch-enzyklopädischen Wörterbuch überhaupt, das weite Verbreitung fand und in mehrere Sprachen übersetzt wurde. Auch als Mitarbeiter der Encyclopédie d’Yverdon tat er sich hervor.
Sein Interesse galt vor allem der Anwendung chemischer Erkenntnisse in der Medizin. Zudem leistete er wichtige Forschungsbeiträge zur Porzellanherstellung, für die Färberei und die Salpeterindustrie. Ab 1751 beriet er die Porzellanmanufaktur in Sèvres und war ab 1766 deren Direktor (1765 wurde dort erstmals Kaolin eingesetzt und ab 1769 echtes Porzellan hergestellt). Er gilt als Entdecker der Arsensäure (Kaliumarsenat 1746) und stellte 1752 erstmals eine Lösung von gelbem Blutlaugensalz aus Berliner Blau und Kalilauge her. Sein Einsatz von Berliner Blau in der Färberei-Industrie verschaffte ihm die Berufung zum Generalinspektor der Färbereien (1766). Er war ein Anhänger der Phlogistontheorie und somit wissenschaftlich ein erklärter Gegner von Antoine Laurent de Lavoisier, mit dem er aber befreundet war.
Von ihm stammen viele weitere Erkenntnisse. So wies er mit Lavoisier 1772 nach, dass Diamanten brennbar sind. Er zeigte 1747, dass Gips aus Kalkerde und Schwefelsäure erzeugt werden kann und er fand, dass Chloride und Nitrate im Allgemeinen besser in Wasser löslich sind als Sulfate. Säuren teilte er in tierische, pflanzliche und mineralische ein. Er verbesserte die Theorie der Textilfärbung von Jean Hellot.
1745 wurde er in die Académie des Sciences aufgenommen.
Der Historiker Philippe Macquer (1715–1770) war sein Bruder. Aus einer Ehe von 1748 gingen zwei Töchter hervor.

## Werke (Auswahl)
- Élémens de chymie-théorique, 1749
- Élémens de chymie-pratique, contenant la description des opérations fondamentales de la chymie, avec des explications & des remarques sur chaque opération, 2 Bände, 1751
- Dictionnaire de chymie, contenant la théorie et la pratique de cette science, son application à la physique, à l'histoire naturelle, à la médecine et aux arts dépendans de la chymie, 2 Bände, 1766, viele weitere Auflagen
  - Deutsche Übersetzung Chymisches Wörterbuch und allgemeine Begriffe der Chymie, 6 Bände, Leipzig, ab 1781 (Übersetzt und mit Anmerkungen versehen von Johann Gottfried Leonhardi)
- Art de la teinture en soie, 1763
- Manuel du naturaliste, 1770